# Marin Gheorghe
Marin Gheorghe (Glodeanu-Siliștea, 5 de septiembre de 1959) es un deportista rumano que compitió en remo como timonel.
Participó en dos Juegos Olímpicos de Verano, obteniendo una medalla de plata en Barcelona 1992, en la prueba de ocho con timonel, y el séptimo lugar en Atlanta 1996, en la misma prueba.
Ganó doce medallas en el Campeonato Mundial de Remo entre los años 1987 y 2001.

## Palmarés internacional
| Juegos Olímpicos   | Juegos Olímpicos              | Juegos Olímpicos  | Juegos Olímpicos   |
| Año                | Lugar                         | Medalla           | Prueba             |
| ------------------ | ----------------------------- | ----------------- | ------------------ |
| 1992               | Barcelona (España)            | Medalla de plata  | Ocho con timonel   |
| Campeonato Mundial |                               |                   |                    |
| Año                | Lugar                         | Medalla           | Prueba             |
| 1987               | Copenhague (Dinamarca)        | Medalla de bronce | Dos con timonel    |
| 1989               | Bled (Yugoslavia)             | Medalla de oro    | Cuatro con timonel |
| 1989               | Bled (Yugoslavia)             | Medalla de plata  | Dos con timonel    |
| 1993               | Račice (República Checa)      | Medalla de oro    | Cuatro con timonel |
| 1993               | Račice (República Checa)      | Medalla de plata  | Ocho con timonel   |
| 1994               | Indianápolis (Estados Unidos) | Medalla de oro    | Cuatro con timonel |
| 1994               | Indianápolis (Estados Unidos) | Medalla de bronce | Dos con timonel    |
| 1994               | Indianápolis (Estados Unidos) | Medalla de bronce | Ocho con timonel   |
| 1997               | Aiguebelette (Francia)        | Medalla de plata  | Ocho con timonel   |
| 2000               | Zagreb (Croacia)              | Medalla de plata  | Dos con timonel    |
| 2001               | Lucerna (Suiza)               | Medalla de oro    | Ocho con timonel   |
| 2001               | Lucerna (Suiza)               | Medalla de bronce | Dos con timonel    |